# Ruth Crawford Seeger

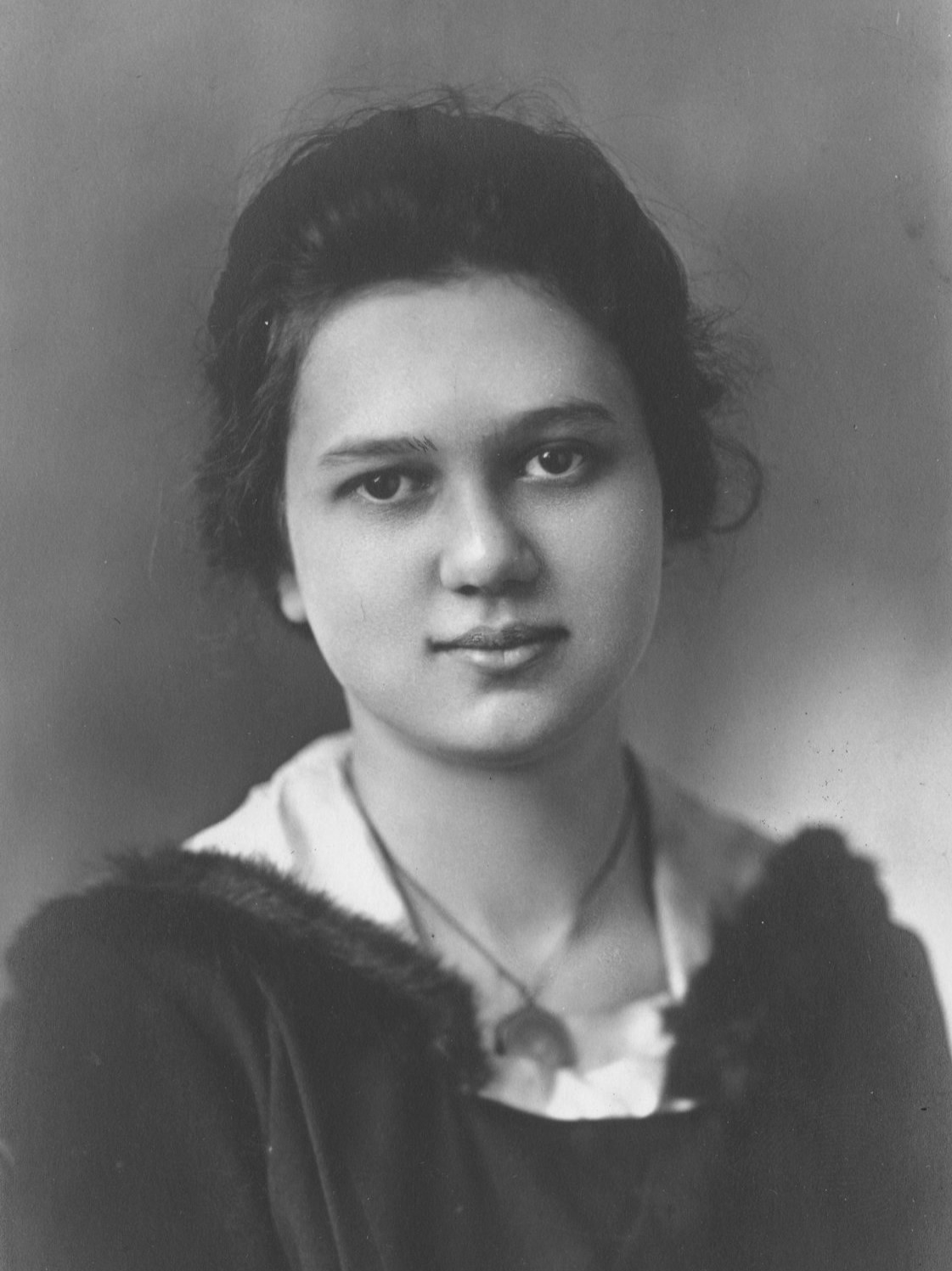
Ruth Porter Crawford, Anfang der 1920er

Ruth Crawford Seeger (* 3. Juli 1901 als Ruth Porter Crawford in East Liverpool, Ohio; † 18. November 1953 in Chevy Chase, Maryland) war eine US-amerikanische Komponistin und Volksmusikforscherin. Nachdem sie sich anfangs des posttonalen Pluralismus bediente, wählte sie einige Jahre später unter dem Einfluss der Ultramodernisten den dissonanten Kontrapunkt, Polytonalität sowie Toncluster.

## Leben
Ruth Crawford besuchte zunächst die School of Musical Art in Jacksonville (Florida) und studierte ab 1920 am American Conservatory in Chicago (Illinois) Klavier bei Heniot Levy und Louise Robyn und Komposition bei John Palmer und Adolf Weidig. Sie beendete ihr Klavierstudium bei der Skrjabin-Schülerin Djane Lavoie-Herz, die sie mit einigen führenden Ultramodernisten zusammenbrachte. Diese Gruppe amerikanischer Komponisten strebte eine völlig neue, experimentelle musikalische Sprache an und lehnte die klassische europäische Tradition ab. Besonders Henry Cowell sowie der mystisch-theosophische Kreis um Dane Rudhyar beeinflussten die junge Komponistin.
In der Zeit von 1925 bis 1929 unterrichtete Crawford Klavier am Elmhurst College of Music in Chicago und ließ sich 1929 in New York City nieder, um ihr Kompositionsstudium bei dem Musikwissenschaftler und Komponisten Charles Seeger, dem Lehrer Cowells, fortzusetzen. Von 1930 bis 1931 hielt sie sich als (erste weibliche) Guggenheim-Stipendiatin in Berlin, München, Wien, Budapest und Paris auf und traf die damals führenden europäischen Komponisten, darunter Alban Berg und Béla Bartók. Es hieß, sie könne mit Dissonanzen um sich schleudern wie ein Mann. 
Am 2. Oktober 1932 heiratete sie ihren Lehrer Charles Seeger und widmete sich der Erziehung seiner Kinder aus erster Ehe, darunter der später bekannt gewordene Folk-Sänger Pete Seeger. Im Jahr darauf kam das erste Kind zur Welt, Sohn Mike (* 16. August 1933; † 7. August 2009), es folgten Peggy (* 17. Juni 1935), Barbara Mona (* 4. Mai 1937) und Penny (* 1943). Ihr Sohn Mike und Tochter Peggy prägten die damalige intellektuell-politische Folk-Musikszene mit. 
Ihre kammermusikalische Komposition Three Songs by Carl Sandburg vertrat 1933 die Vereinigten Staaten beim Festival der Internationale Gesellschaft für Neue Musik in Amsterdam. Nach 1933 kam ihr schöpferisches Wirken fast ganz zum Erliegen. Sie widmete sich zusammen mit ihrem Mann nun der Sammlung, Bearbeitung und Erforschung amerikanischer Volkslieder und der Erziehung ihrer eigenen vier Kinder. Erst kurz vor ihrem Krebstod 1953 wandte sie sich wieder der Komposition zu. Ihr Stil blieb unverändert modern; ihre meist recht kurzen Werke sind atonal, dissonant und perfekt durchstrukturiert. Viele ihrer Neuerungen wurden erst von späteren Komponisten wieder aufgegriffen.
Die Musikwissenschaftlerin Judith Tick hat mit ihrer 1997 veröffentlichten Biografie über Ruth Crawford Seeger wesentlich zur Wiederentdeckung der Komponistin beigetragen.

## Werke
- 5 Preludes für Klavier (1924)
- Sonate für Violine und Klavier (1926)
- Music for Small Orchestra (1926)
- Suite Nr. 1 für fünf Bläser und Klavier (1927)
- 4 Preludes für Klavier (1928)
- Suite Nr. 2 für vier Streicher und Klavier (1929)
- Three Songs by Carl Sandburg, für Alt, Klavier, Oboe, Schlagzeug und optionales Orchester: Rat Riddles, Prayers of Steel, In Tall Grass, (1930–1932)
- Piano Study in Mixed Accents für Klavier (1930)
- Diaphonic Suite Nr. 1 für Oboe solo (1930)
- Diaphonic Suite Nr. 2 für Fagott und Violoncello (1930)
- Diaphonic Suite Nr. 3 für 2 Klarinetten (1930)
- Diaphonic Suite Nr. 4 für Oboe und Violoncello (1930)
- Streichquartett (1931)
- 3 Lieder für Alt, Oboe, Schlagzeug, Klavier und Orchester ad. lib. (1930–32)
- 2 Ricercari für Singstimme und Klavier (1932)
- Suite für Bläserquintett (1952)